# شاشالاكا
اليَكُّوس أو الشَّشَلاكة أو شاشالاكا (الاسم العلمي:Ortalis) هو جنس من الطيور يتبع فصيلة القرازية من رتبة الدجاجيات.

## أنواع الشاشالاكا
- شاشالاكا عادي (الاسم العلمي:Ortalis vetula)
- شاشالاكا رمادي الرأس (الاسم العلمي:Ortalis cinereiceps)
- شاشالاكا كستنائي الأجنحة (الاسم العلمي:Ortalis garrula)
- شاشالاكا أصهب النفس (الاسم العلمي:Ortalis ruficauda)
- شاشالاكا أصهب الرأس (الاسم العلمي:Ortalis erythroptera)
- شاشالاكا أصهب البطن (الاسم العلمي:Ortalis wagleri)
- شاشالاكا مكسيكي (الاسم العلمي:Ortalis poliocephala)
- شاشالاكا الشاكو (الاسم العلمي:Ortalis canicollis)
- شاشالاكا أبيض البطن (الاسم العلمي:Ortalis leucogastra)
- شاشالاكا أرقط (الاسم العلمي:Ortalis guttata)
- شاشالاكا كولومبي (الاسم العلمي:Ortalis columbiana)
- شاشالاكا صغير (الاسم العلمي:Ortalis motmot)
- شاشالاكا برتقالي الحاجب (الاسم العلمي:Ortalis superciliaris)